# Сударик Олександр Миколайович

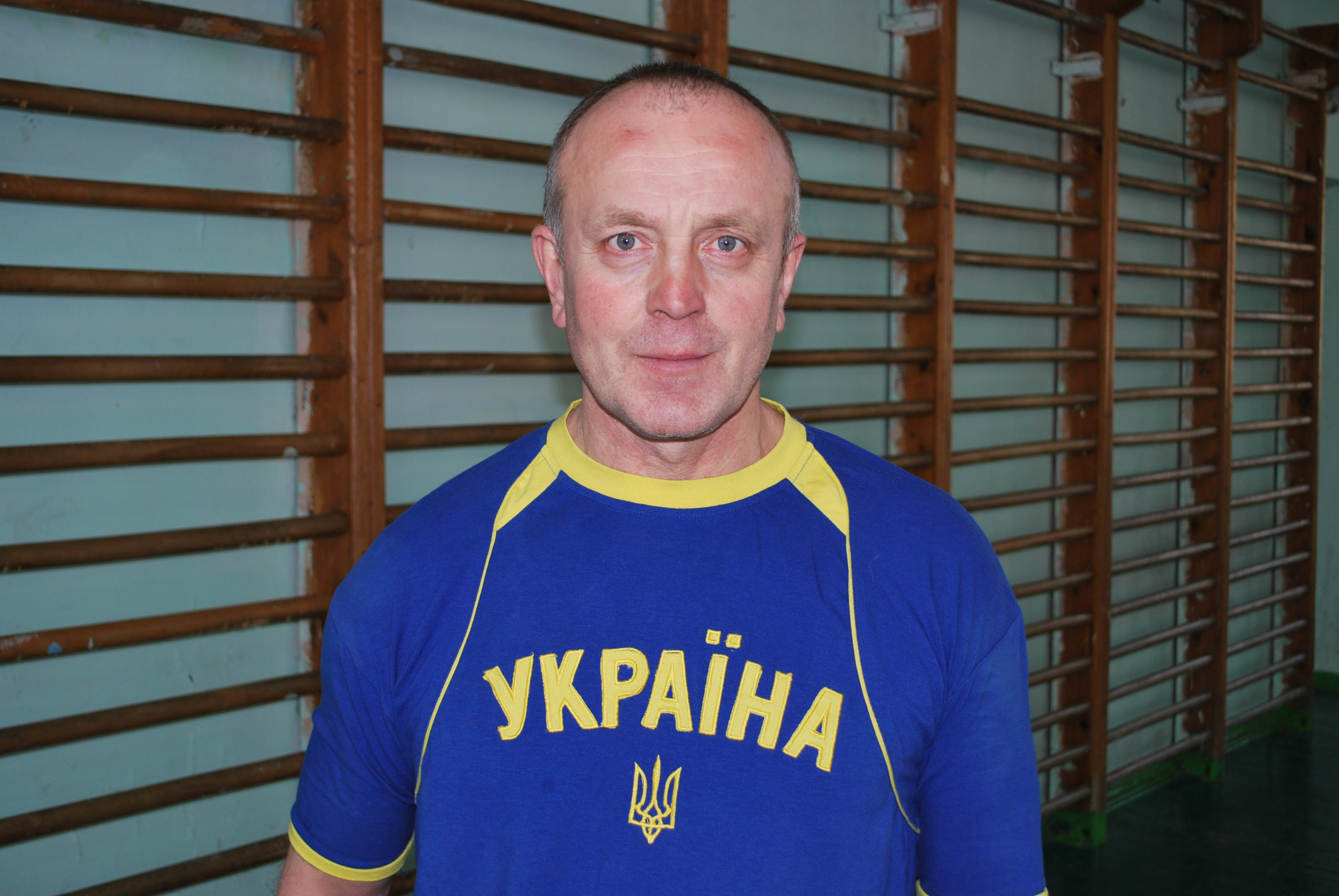
Олександр Миколайович Сударик на чемпіонаті України з гирьового спорту Федерації гирьового спорту України (ФГСУ).

Сударик Олександр Миколайович (народився 6 червня 1960 року в селі Хрестителеве, Чорнобаївського району, Черкаської області) – український гирьовик, Майстер спорту СРСР з самбо (1981 р.), з дзюдо (1982 р.) та з гирьового спорту (1988 р.), чемпіон Збройних сил СРСР з самбо (1983 р.), багаторазовий чемпіон світу серед ветеранів за версією Міжнародної федерації гирьового спорту (МФГС), виступає у вагових категоріях до 90 кг і +90 кг.
Найкращі результати в гирьовому спорті:
1) гирі 24 кг – поштовх 250 разів без обмеження часом, 147 разів за 10 хв. (вдома), 139 разів (на змаганнях), ривок 217 разів, ДЦ 87 разів;
2) гирі 32 кг –  поштовх 92 рази, ривок 140 разів, ДЦ 50 разів.
Олександр Миколайович народився і виріс у селі, за 15 км від Батьківщини І. Піддубного (с. Красенівка). Саме під впливом змагань, що проводилися кожного року в пам’ять великого українського силача, Сударик захопився спортом і постійно вигравав різноманітні змагання, виконуючи з багатьох видів спорту нормативи І розряду ще у шкільному віці. А коли в 1977 році поступив до Одеського інституту зв’язку (тепер – Одеська національна академія зв'язку імені О.С. Попова) для отримання освіти інженера радіозв’язку, то на кафедрі фізичного виховання познайомився з тренером по самбо Пасічником Миколою Івановичем і паралельно тренувався з гирями.
У 1979 році зайняв 2 місце на чемпіонаті серед ВНЗ Одеси з гирьового спорту, «прожавши» дві гирі по 24 кг 17 разів. Під керівництвом Пасічника він вигравав різноманітні змагання з боротьби і отримав звання МС СРСР з самбо (1981 р.), а згодом звання МС СРСР з дзюдо (1982 р.). Так швидко таких високих результатів Олександр Миколайович досяг завдяки своїй фізичній підготовці, адже ще в школі він міг підтягнутися на перекладині більше 30 разів, віджатися на брусах більше 50 разів, пробігти 1 км за 2:42 хв, а в інституті подолав  супермарафон  (100 км – Кільце оборони Одеси) менше, ніж за 24 години. В інституті він виконав МС з нормативів ГТО (біг на 100 м і на 1 км, метання гранати, плавання 100 м, стрибки у довжину тощо).
Після отримання вищої освіти протягом 1982-1984 р.р. О.Сударик проходив службу в Підмосков’ї у військах спецпризначення, куди брали лише майстрів спорту,  і дослужився до звання старшого лейтенанта. На службі він виконував норматив МС з офіцерського багатоборства (стрільба, підтягування, плавання на 100 м і тд). Оскільки Олександр Миколайович виріс в Черкаській області, то плавав він дуже добре і виконував норматив КМС з плавання. Окрім того, саме в армії, він почав професійно займатися гирьовим спортом, після того, як у 1983 році виграв чемпіонат Збройних сил СРСР по самбо у Львові. Зрозумівши, що в боротьбі результат дуже сильно залежить від судді, Сударик обирає гирьовий спорт. Вже через рік важких тренувань з’являються перші  перемоги на змаганнях серед військових.
Після закінчення служби в армії, у 1984 році,  він переїжджає до Черкас  і влаштовується на роботу інженером-конструктором по розробці військової радіоапаратури в НДІ «Акорд»,  на базі заводу телеграфної апаратури. Любов до техніки Олександрові Миколайовичу привив батько, який міг зробити радіоприймач із побутових матеріалів. Ще в школі Сударик багато читав, вигравав олімпіади з фізики, хімії і математики. Зібрав велику бібліотеку (улюблений твір – А. Дюма «Три мушкетери») та колекцію більше з 1000 дисків з музикою відомих груп (ABBA, Boney M., Arabesque та інші). Отож влаштувавшись на роботу,  вечорами він ходив на цукрово-рафінадний завод на секцію з гирьового спорту, яку вів Заслуженний тренер України Бабенко Всеволод Павлович – МС з важкої атлетики (виступав на одному помості з Давидом Рігертом і Василем Алексеєвим) і МСМК з пауерліфтингу.
У 1984 році на обласних змаганнях отримав звання КМС СРСР з гирьового спорту, а вже у 1985 році виконував норматив МС (штовхав гирі 32 кг 60 разів), але звання не отримав через складність потрапляння на відповідні змагання. 14 грудня 1986 року на щорічному чемпіонаті м. Черкаси познайомився із своїм майбутнім вихованцем Петренком Юрієм Олексійовичем (згодом – ЗМС, абсолютний рекордсмен світу в ривку 32 кг 220 разів (1998 р.)). Основною можливістю себе показати був всесоюзний турнір  в смт Біловодську,  Луганської області, який проводив І.Короленко. Тут головними суперниками Сударика і Петренка були такі великі спортсмени як І. Скляренко (ривок гирі 32 кг – 200 разів, тренер – М. Кобилякський), Ф. Усенко (поштовх двох гир вагою  32 кг – 149 разів) та інші провідні радянські гирьовики. В 1988 році він виконав норматив Майстра спорту СРСР на чемпіонаті СРСР в Донецьку. Після того, як у 1991 році  Олександр Миколайович виступив на Спартакіаді народів України в Комсомольську, він зробив 16-річну перерву в гирьовому спорті. Протягом 1991-2007 рр. Сударик займався дослідженням методів підвищення силової витривалості:
– з вагою 50 кг присів 1600 разів (штанга була спеціально закріплена на плечах, щоб руки вільно висіли);
– присідав без ваги 5000 разів;
– робив станову тягу із штангою 50 кг 500 разів;
– веслував на тренажері для веслування 6 годин (втратив 6 кг власної ваги);
– перепливав Кременчуцьке водосховище (14 км);
– проїхав на велосипеді «Україна» від Черкас до Києва і назад (400 км) менше, ніж за добу;
– затримував дихання під водою на 5 хв.
Саме в цей період сталася жахлива ситуація, з якої Олександр Миколайович врятувався лише завдяки високій фізичній підготовці: коли він стояв біля річки – обвалився берег, його затягнуло у потік і він більше години боровся із стихією. З паралізованими ногами і тулубом він дивом вибрався на берег .
Вилікувавшись, він знову повернувся до гирьового спорту, став тренуватися вдома і з 2007 року постійно виступає на змаганнях. Сьогодні він – 12-разовий чемпіон світу серед ветеранів (МФГС)! Працює інженером з ремонту автомобілів і начальником охорони на СТО при «Автостар Черкаси» (Volkswagen group) і безмежно відданий гирьовому спорту. Його слова: «Гирьовий спорт – це сила волі, здоров’я, розум і техніка. В ньому перемагає найрозумніший». Сам Олександр Миколайович виховав близько 10 МС і ще більше КМС.